# Buduruwagala
Le Buduruwagala (« représentation (ruwa) en pierre (gala) du Bouddha (budu) ») est un ancien temple bouddhiste du Sri Lanka. Le site se trouve à 5 km au sud-ouest de la ville de Wellawaya (en), un important carrefour routier du district de  Moneragala dans la province d'Uva, au sud du Sri Lanka. Le monastère voisin (vihara) est occupé sans interruption depuis onze siècles. Le site – à cause de son isolement dans la jungle – était un lieu d’ermitage très prisé. 

## Description
L’ensemble monumental de Buduruwagala est constitué de sept statues sculptées dans une paroi rocheuse de 20 m de haut sur 100 m  de large. Les spécialistes font généralement remonter ces bas-reliefs entre la fin du IXe siècle et le début du Xe siècle, dernière période du royaume d’Anuradhapura.
Les statues sont réparties en trois ensembles :

### Statue au centre
La statue centrale est une effigie du Bouddha Shakyamuni, faisant le mudrâ de l'abhaya (« non peur »). Il s'agit du plus grand Bouddha debout sculpté du Sri Lanka (15 m de la tête aux pieds). La sculpture présente encore des plaques du stuc original qui recouvrait le roc. Une longue trace orange laisse supposer que celui-ci était peint. Au pied de cette statue, un trône en forme de lotus a été ajouté ultérieurement.
Cette représentation du Bouddha debout évoque surtout la figure d'un moine bouddhiste. Elle apparaît sans doute au Sri Lanka vers le IIIe siècle de notre ère et se perpétuera dans les représentations colossales — notamment celle de Buduruwagala — phénomène qui correspond à l'essor de la dévotion des laïques bouddhistes.

### Groupe à main gauche du Bouddha
Le groupe qui se trouve à main gauche du grand Bouddha relève du bouddhisme Mahâyâna. Il est composé de trois personnages : à gauche, celui que l'on présente souvent comme Bhrikuti (parfois appelée Pandaravasina); selon d’autres sources il s’agirait du prince Sudhana, un personnage central de l'Avataṃsaka sūtra ; au centre, il s'agirait du Bodhisattva Avalokiteshvara, qui n'a pas perdu le colorant blanc qui le recouvre, ainsi que le orange qui entoure sa tête) ; à droite, une figuration de sa consort, la Bodhisattva Tara (ou Arya Thara), dont la poitrine dénudée et les hanches gracieusement galbées soulignent la beauté féminine et la tendresse. Elle est dans la posture du tribhanga (en) et porte autour de sa taille un dhoti et, sur la tête, un turban; sa main droite levée pourrait tenir un lotus. Bhrikuti représenterait la « sagesse d'Avalokiteshvara », Tara la « compassion d'Avalokiteshvara ». En ce qui concerne Tara, il s'agit de la plus grande représentation de cette bodhisattva au Sri Lanka,. 

### Groupe à main droite du Bouddha
Le groupe à main droite du Bouddha représente, au centre, Maitreya avec, à sa gauche Vajrapani, tandis que le troisième, à la droite de Maitreya, pourrait être Vishnu. Ces sculptures semblent — à part les visages — inachevées. La présence de Vajrapani est un signe de la présence du bouddhisme tantrique (vajrayana), une autre forme de bouddhisme que le Theravada, majoritaire au Sri Lanka.

## La lampe à huile de moutarde
Aux pieds du grand Bouddha (sur sa droite) se trouve une excavation de 90 cm de large sur 1,2 m de haut, en forme de flamme. Des parois de cette ouverture suinterait en permanence un liquide huileux à l’odeur d’huile de moutarde. La cause de ce phénomène est inconnue. 

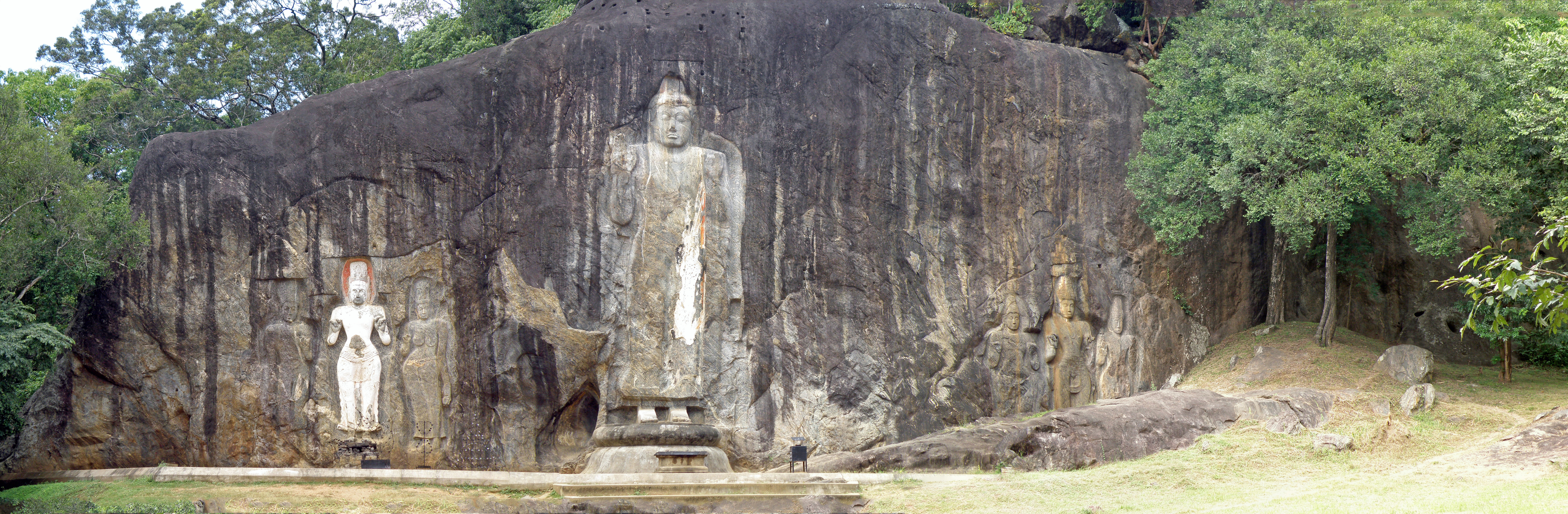
L'ensemble monumental de Buduruwagala. Au centre, le Bouddha. À gauche de l'image, le groupe avec, au centre, Avalokiteshvara (peint en blanc) ; à droite de l'image, celui avec Maitreya au centre, à sa gauche Vajrapani et à sa droite peut-être Vishnu.